# Сардиляно
Сардиля̀но (на италиански: Sardigliano; на пиемонтски: Sandijan, Сандиян) е село и община в Северна Италия, провинция Алесандрия, регион Пиемонт. Разположено е на 265 m надморска височина. Населението на общината е 451 души (към 2011 г.).